# Virgílio Saque
Virgílio Saque (Ourique, 8 de fevereiro de 1884 — Lisboa, 23 de março de 1972) foi um advogado e político ligado ao Partido Republicano Português (PRP), do qual sairia numa das múltiplas dissidências que afetou aquele partido nos últimos anos da Primeira República Portuguesa. Entre outras funções, exerceu o cargo de governador civil do Distrito Autónomo de Ponta Delgada nos anos de 1919 e 1920 e, efemeramente, do Distrito Autónomo do Funchal (1921).

## Biografia
Nasceu na freguesia de São Salvador (Ourique), filho de Caetano da Silva Saque e de Ana Carmina Jorge. Depois de frequentar os estudos elementares na sua vila natal, concluiu os preparatórios em Coimbra e inscreveu-se na Faculdade de Direito da Universidade de Coimbra em outubro de 1905, terminando o curso de Direito em 1910, com 13 valores.
Exerceu advocacia em Lisboa (1914-1917) e desempenhou o cargo de subdelegado do Procurador da República em Lisboa. Ligado ao Partido Republicano Português (PRP), foi vereador da Câmara Municipal de Lisboa, sendo depois nomeado governador civil do Distrito Autónomo de Ponta Delgada, cargo que exerceu de 11 de julho de 1919 a 11 de setembro de 1920. Em 1921 foi nomeado governador civil do Distrito Autónomo do Funchal, cargo que exerceu de forma efémera, pois tomando posse a 25 de outubro daquele ano foi destituído a 1 de novembro imediato, vítima da crónica instabilidade política da Primeira República Portuguesa e já em dissidência com o seu partido.
Quando exercia o cargo de governador civil de Ponta Delgada foi agraciado com o grau de comendador da Ordem da Coroa da Bélgica, distinção concedida por Alberto, rei dos Belgas.
Aproveitando os conhecimentos que adquirira quando fora governador civil, já como dissidente do Partido Republicano Português (PRP) foi eleito senador da República nas eleições legislativas portuguesas de 1921, pelo círculo de Ponta Delgada. No ano seguinte, nas eleições gerais de 1922, foi eleito deputado pelo mesmo círculo. Nas eleições legislativas portuguesas de 1925, em plena Segunda Campanha Autonomista Açoriana, voltou a ser candidato pelo mesmo círculo, mas não foi eleito dada a vitória da coligação autonomista naquele ano.
No congresso da Esquerda Democrática apresentou uma tese sobre a emigração e as suas consequências. Foi presidente da comissão municipal de Lisboa do Partido Republicano da Esquerda Democrática (PRED). Após a instauração do regime ditatorial saído do golpe de Estado de 28 de Maio de 1926 exerceu as funções de chefe da Repartição de Ouvidoria da Câmara Municipal de Lisboa.
Foi membro do corpo redatorial de A Luz, um jornal semanal publicado em Lisboa entre 1918 e 1928, com ligações à Maçonaria.
Está representado na toponímia de Ourique com a «Rua Doutor Virgílio Saque».